# Japansk trollhassel
Japansk trollhassel, Hamamelis japonica är en trollhasselart som beskrevs av Siebold och Zuccarini. Hamamelis japonica ingår i släktet trollhasslar, och familjen trollhasselväxter. Inga underarter finns listade i Catalogue of Life.

## Bildgalleri

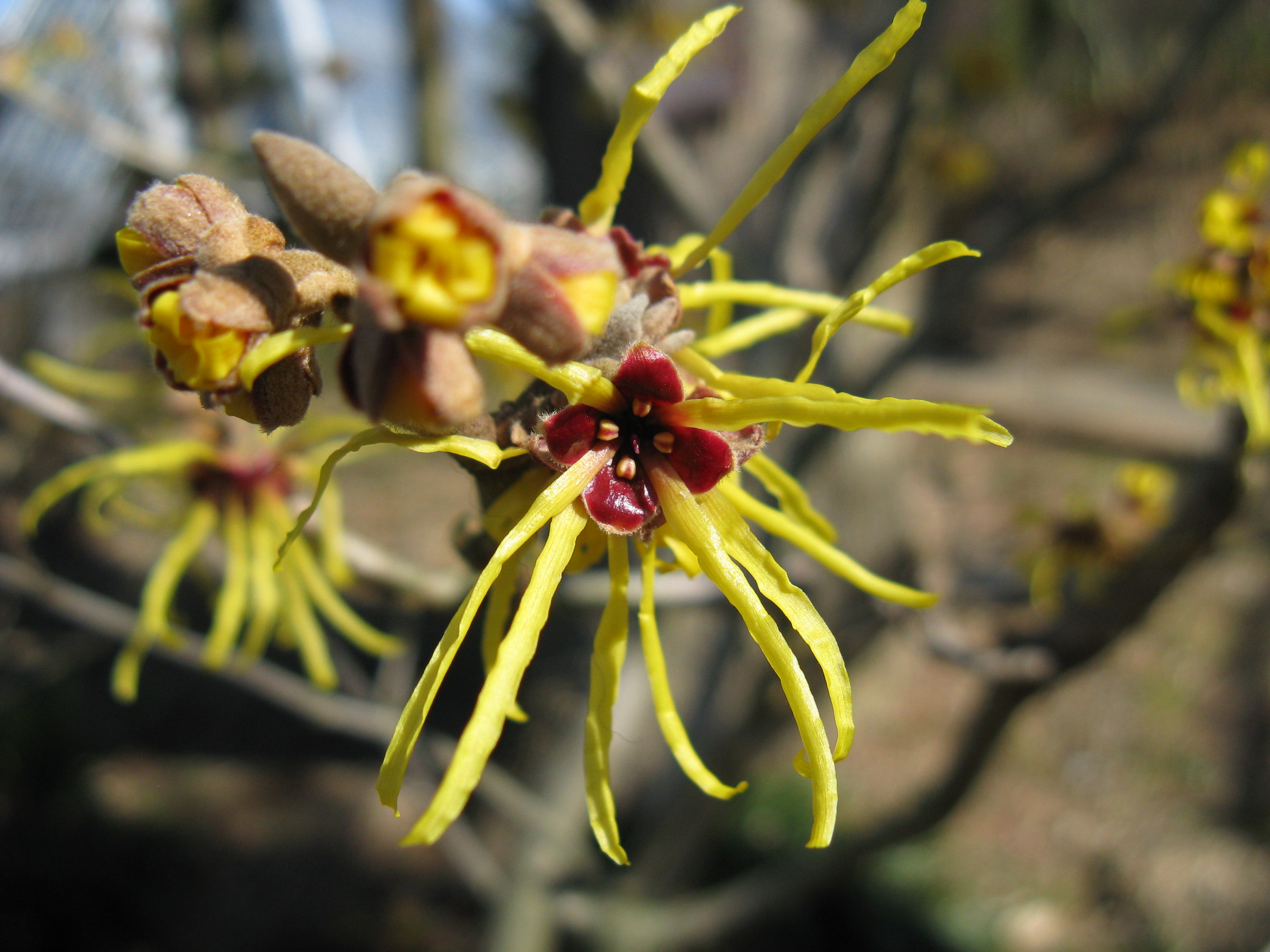